# Француска на Светском првенству у атлетици у дворани 2022.
Француска је учествовала на 18. Светском првенству у атлетици у дворани 2022. одржаном у Београду од 18. до 20. марта осамнаести пут, односно учествовала на свим првенствима до данас. Репрезентацију Француске представљало је 10 такмичара (6 мушкарца и 4 жене) који су се такмичили у 7 дисциплина (3 мушке и 4 женске).,
На овом првенству Француска је по броју освојених медаља делила 6 место са 2 освојене медаље (1 златна и 1 сребрна).
У табели успешности према броју и пласману такмичара који су учествовали у финалним такмичењима (првих 8 такмичара) Француска је са 7 учесника у финалу заузела 12 место са 28 бодова.
| Плас. | Земља     | 1. место | 2. место | 3. место | 4. место | 5. место | 6. место | 7. место | 8. место | Бр. финал. | Бод. |
| ----- | --------- | -------- | -------- | -------- | -------- | -------- | -------- | -------- | -------- | ---------- | ---- |
| 12.   | Француска | 1        | 1        | 0        | 1        | 0        | 1        | 2        | 1        | 7          | 28   |

## Учесници
| Мушкарци: - Паскал Мартино-Лагард — 60 м препоне - Вилем Белосјан — 60 м препоне - Валентин Лавилени — Скок мотком - Тибо Коле — Скок мотком - Мелвин Рафен — Троскок - Жан-Марк Понтвијан — Троскок | Жене: - Aurore Fleury — 1.500 м - Сирина Самба-Мајела — 60 м препоне - Марго Шеврије — Скок мотком - Леонје Камбур — Петобој |  |

## Освајачи медаља (2)

### Злато (1)
- Сирина Самба-Мајела — 60 м препоне

### Сребро (1)
- Паскал Мартино Лагард — 60 м препоне

## Резултати

### Мушкарци
| Атлетичар             | Дисциплина   | Лични рекорд | Квалификације  | Квалификације | Полуфинале    | Полуфинале | Финале   | Финале      | Детаљи |
| Атлетичар             | Дисциплина   | Лични рекорд | Резултат       | Место         | Резултат      | Место      | Резултат | Место       | Детаљи |
| --------------------- | ------------ | ------------ | -------------- | ------------- | ------------- | ---------- | -------- | ----------- | ------ |
| Паскал Мартино-Лагард | 60 м препоне | 7,45         | 7,69(.683) КВ  | 1. у гр. 2    | 7,53(.525) КВ | 2. у гр. 2 | 7,50     |             |        |
| Вилем Белосјан        | 60 м препоне | 7,42         | 7,62 (.614) КВ | 1. у гр. 5    | 7,53(.526) КВ | 1. у гр. 3 | 7,67     | 8 / 44 (46) |        |
| Валентин Лавилени     | Скок мотком  | 5,82 о       |                |               |               |            | 5,85 ЛР  | 4 / 13      |        |
| Тибо Коле             | Скок мотком  | 5,81         | 5,60           | 12 / 13       |               |            |          |             |        |
| Мелвин Рафен          | Троскок      | 17,20        | 16,68          | 6 / 12 (13)   |               |            |          |             |        |
| Жан-Марк Понтвијан    | Троскок      | 17,11 о      | 17,17          | 7 / 12 (13)   |               |            |          |             |        |

### Жене
| Атлетичарка         | Дисциплина   | Лични рекорд | Квалификације | Квалификације | Полуфинале    | Полуфинале | Финале      | Финале  | Детаљи |
| Атлетичарка         | Дисциплина   | Лични рекорд | Резултат      | Место         | Резултат      | Место      | Резултат    | Место   | Детаљи |
| ------------------- | ------------ | ------------ | ------------- | ------------- | ------------- | ---------- | ----------- | ------- | ------ |
| Aurore Fleury       | 1.500 м      | 4:03,35      | 4:12,20       | 4. у гр. 2    |               |            | 4:09,64     | 13 / 19 |        |
| Сирина Самба-Мајела | 60 м препоне | 7,84         | 7,91 КВ       | 1. у гр. 1    | 7,85(.842) КВ | 1. у гр. 2 | 7,78 НР, ЛР |         |        |
| Марго Шеврије       | Скок мотком  | 4,65         |               |               |               |            | 4,45        | 10 / 11 |        |

#### Петобој
| Дисциплина   | Леонје Камбур | Леонје Камбур | Леонје Камбур | Леонје Камбур | Леонје Камбур | Леонје Камбур |
| Дисциплина   | Лич. рек.     | Резултат      | Бод.          | Плас.         | Укупно        | Плас.         |
| ------------ | ------------- | ------------- | ------------- | ------------- | ------------- | ------------- |
| 60 м препоне | 8,31          | 8,37          | 1.046         | 7.            | 1.046         | 7.            |
| Скок увис    | 1,86          | 1,83 ЛРС      | 1.016         | 6.            | 2.062         | 4.            |
| Бацање кугле | 13,26         | 12,00         | 661           | 11.           | 2.723         | 7.            |
| Скок удаљ    | 6,40          | 5,98          | 843           | 10.           | 3.566         | 8.            |
| 800 м        | 2:14,51       | 2:16,21 ЛРС   | 876           | 8.            | 4.442         | 7.            |
| Петобој      | 4.457         |               |               |               | 4.442         | 7 / 10 (12)   |